# لولكات

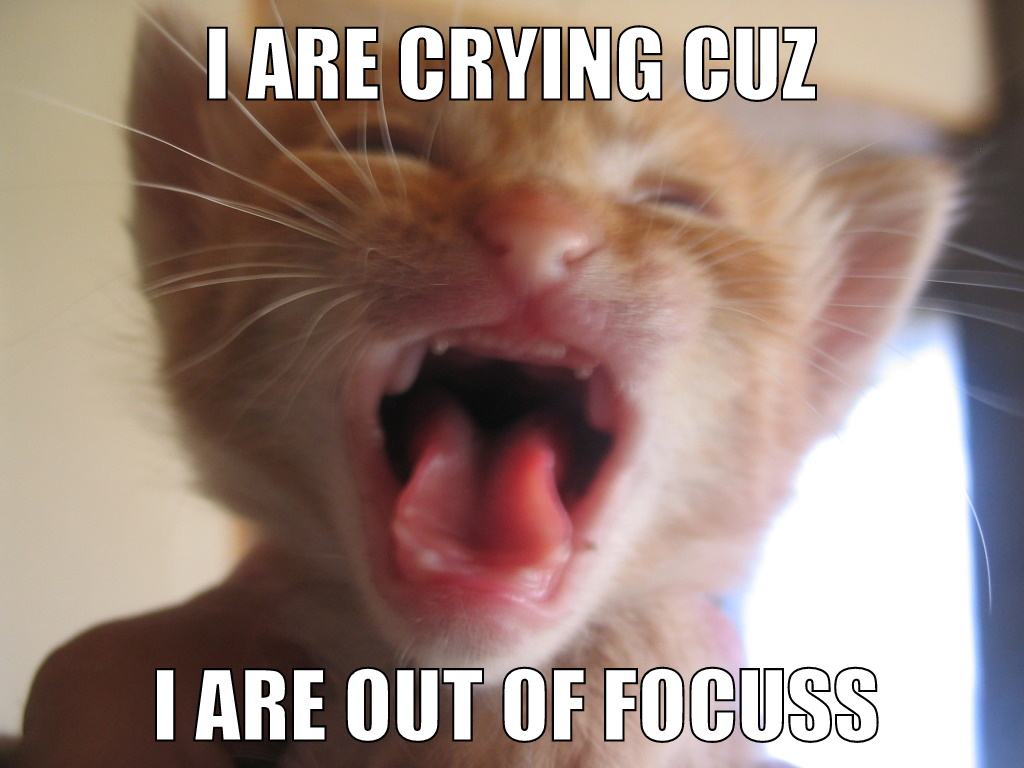
صورة لولكات

لولكات هي أي صورة لقطة واحدة أو أكثر مصحوبة بتعليق. عادة ما يكون النص المترافق مع الصورة غريب وغير صحيح نحويًا ويُعرف هذا النوع من الكتابة باسم «لول سبيك» (lolspeak) أو «لغة لول».
كلمة «لولكات» هي كلمة مُركبة من الاختصار الإنجليزي "LOL" (لول) وهو اختصار عبارة "laugh out loud" (يضحك بصوت مسموع) وكلمة "cat" (قطة). ويرادف كلمة «لولكات» صورة لقطة مع تعليق حيث أن صور لولكات عادة ما تكون مصحوبة بتعليق. يشيع تصميم صور لولكات بهدف نشرها على منصات نشر الصور وغيرها من المنتديات على الإنترنت.